# 矢道村
矢道村（やみちむら）は、かつて岐阜県不破郡に存在した村である。
現在の大垣市矢道町などに該当する。
平安時代、承平天慶の乱を起こして討たれた平将門は、乱の平定後に京都市中にて晒し首となったが、やがて首が京から関東へ飛び立ったという。その首を南宮大社の隼人神が矢で射落とし、荒尾村（御首神社）に落下したという。隼人神が放った矢が飛んでいった筋から、この地域の地名が「矢道」になったという。

## 歴史
- 1889年（明治22年）7月1日 - 町村制により矢道村が発足。
- 1897年（明治30年）4月1日 - 青墓村、青野村、榎戸村、昼飯村と合併し、青墓村が発足。同日矢道村は廃止。